# Бульвар Амвросія Бучми
Бульва́р Амвро́сія Бу́чми — бульвар у Дніпровському районі міста Києва, житловий масив Березняки. Пролягає від вулиці Івана Миколайчука до проспекту Павла Тичини.

## Історія
Вулиця виникла в середині 60-х років XX століття як безіменний бульвар. Сучасна назва на честь українського актора Амвросія Бучми — з 1967 року. 
З 1957 року до середини 1960-х років існувала також вулиця Бучми на Кухмістерській слобідці.

## Установи та заклади
- ЖРЕО № 419 Дніпровського району (буд. № 7-А)
- Музична школа № 20 (буд. № 6)
- Дошкільний навчальний заклад № 577 (буд. № 6/1)
- Дитяча художня школа № 2 (буд. № 6)

## Забудова
Вулиця розділяє 1-й і 2-й мікрорайони Березняків.
| Будинок | Серія       | Кількість поверхів | Рік будівництва |
| ------- | ----------- | ------------------ | --------------- |
| № 1     | 1-480-12    | 9                  | 1968            |
| № 2     | БПС-6       | 16                 | 1971            |
| № 3     | 1-КГ-480-25 | 9                  | 1968            |
| № 4     | 1-КГ-480-25 | 9                  | 1968            |
| № 5/1   | 1-480-12    | 9                  | 1968            |
| № 6     | 1-480-12    | 9                  | 1967            |
| № 6-А   | 1-480-47    | 9                  | 1967            |
| № 6-В   | 1-918-35    | 9                  | 1970            |
| № 6-Г   | 1-480-46    | 9                  | 1970            |
| № 7     | 1-480-12    | 9                  | 1969            |
| № 8     | II-57/17    | 17                 | 1970            |

З-поміж типових багатоповерхівок виділяється 17-поверховий будинок № 8, серії II-57/17 — так званий «Будинок на ніжках», збудований з вібропрокатних панелей, за проектом архітекторів В. Е. Ладного, Г. С. Кульчицького та інженера П. Б. Маерчука. Особливістю будинку є те, що він начебто «висить» у повітрі, спираючись тільки на 40 залізобетонних рам-ніг та виведені блоки під'їздів. Будинків цього проекту існує небагато — це будинки на бульварі Олексія Давидова № 10 та № 14, на проспекті Павла Тичини, № 13, а також два будинки в Москві — на проспекті Миру та Смоленському бульварі.